# Die geschützten Männer (Roman)

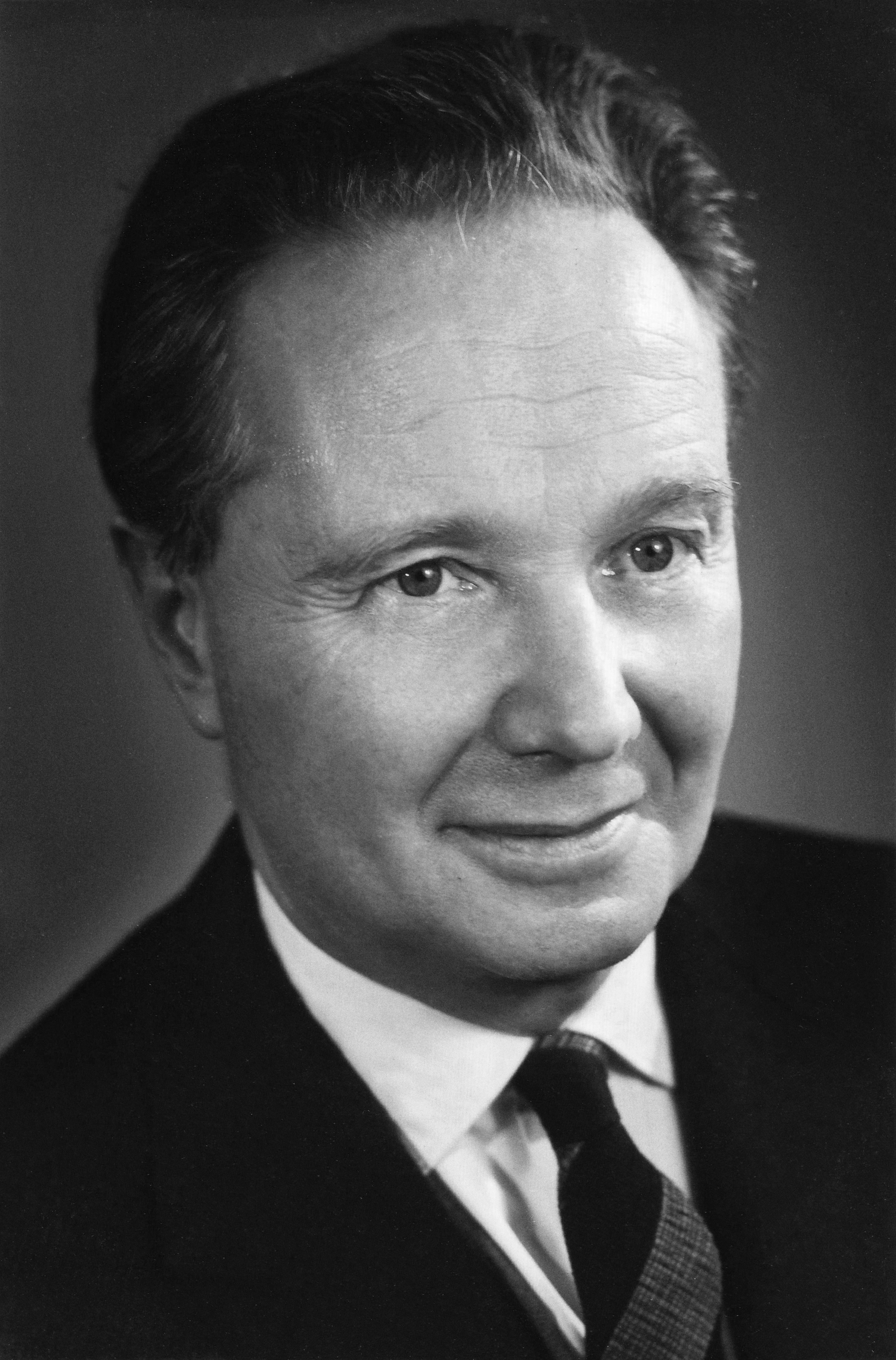
Robert Merle (1964)

Die geschützten Männer (franz.: Les hommes protégés, engl.: The Virility Factor) ist der Titel eines Romans des französischen Schriftstellers Robert Merle. Das Buch behandelt die Thematik einer weltweiten Epidemie, die nur Männer befällt und damit einen Wechsel von Andokratie zur Gynaikokratie auslöst.
Die erste deutsche Auflage erschien 1976 im Aufbau-Verlag mit einer Übersetzung aus dem Französischen von Anna Mudry und einem Nachwort des Romanisten Hans-Otto Dill. Basierend auf dem Roman erschien 2024 ein gleichnamiger Film von Irene von Alberti.

## Handlung
Eine weltweite Epidemie befällt die Männer im geschlechtsreifen Alter. Nach kurzer Zeit sterben die infizierten Personen. Die Frauen übernehmen nach und nach alle wichtigen Posten in Politik und Wirtschaft. Die einzige Möglichkeit, eine Ansteckung zu vermeiden, ist die Spermatogenese durch Kastration zu unterbinden. Männer, die sich diesem Eingriff unterziehen, nehmen eine höhere Stellung in der Gesellschaft ein als die Männer, die darauf verzichten. Eine Gruppe von Wissenschaftlern, die geschützten Männer, kommt in ein Quarantänelager, um an einem Serum zu forschen. Der im US-amerikanischen Gesundheitswesen tätige italienische Wissenschaftler Ralph Martinelli hatte das Entstehen der Seuche zeitig erkannt, aber nur halbherzig versucht, die Öffentlichkeit davor zu warnen. Er ist einer der geschützten Männer. Die an die Macht gekommenen Frauen sind jedoch wenig an einer Änderung der Situation interessiert. Radikale Lesben dominieren die Politik. Beziehungen zwischen Mann und Frau in einer Ehe werden toleriert, bei außerehelichem Verkehr droht Männern Gefängnis, Frauen eine Umerziehung. Ausgewählte Männer werden dazu aufgefordert, ihr Sperma an eine Spermabank zu geben. Die Regierung wird zunehmend totalitär, aber es regt sich auch Widerstand.